# 汝矣ナル駅
汝矣ナル駅（ヨイナルえき）は大韓民国ソウル特別市永登浦区汝矣洞にある、ソウル交通公社5号線の駅である。駅番号は527。

## 概要
汝矣島にある駅のひとつ。「ナル (나루)」とは朝鮮語で渡し船やその渡船場のことを指す固有語であるため、漢字が当てられなかった（中国語案内における表記は「汝矣渡口」）。
この駅の標高は-27.55mで、韓国の首都圏電鉄で最も低いところにある駅である。

## 歴史
- 1996年12月30日 - ソウル特別市都市鉄道公社（当時）5号線の駅として開業。
- 2017年5月31日 - ソウル特別市都市鉄道公社とソウルメトロが統合され、ソウル交通公社の駅となる。

## 駅構造

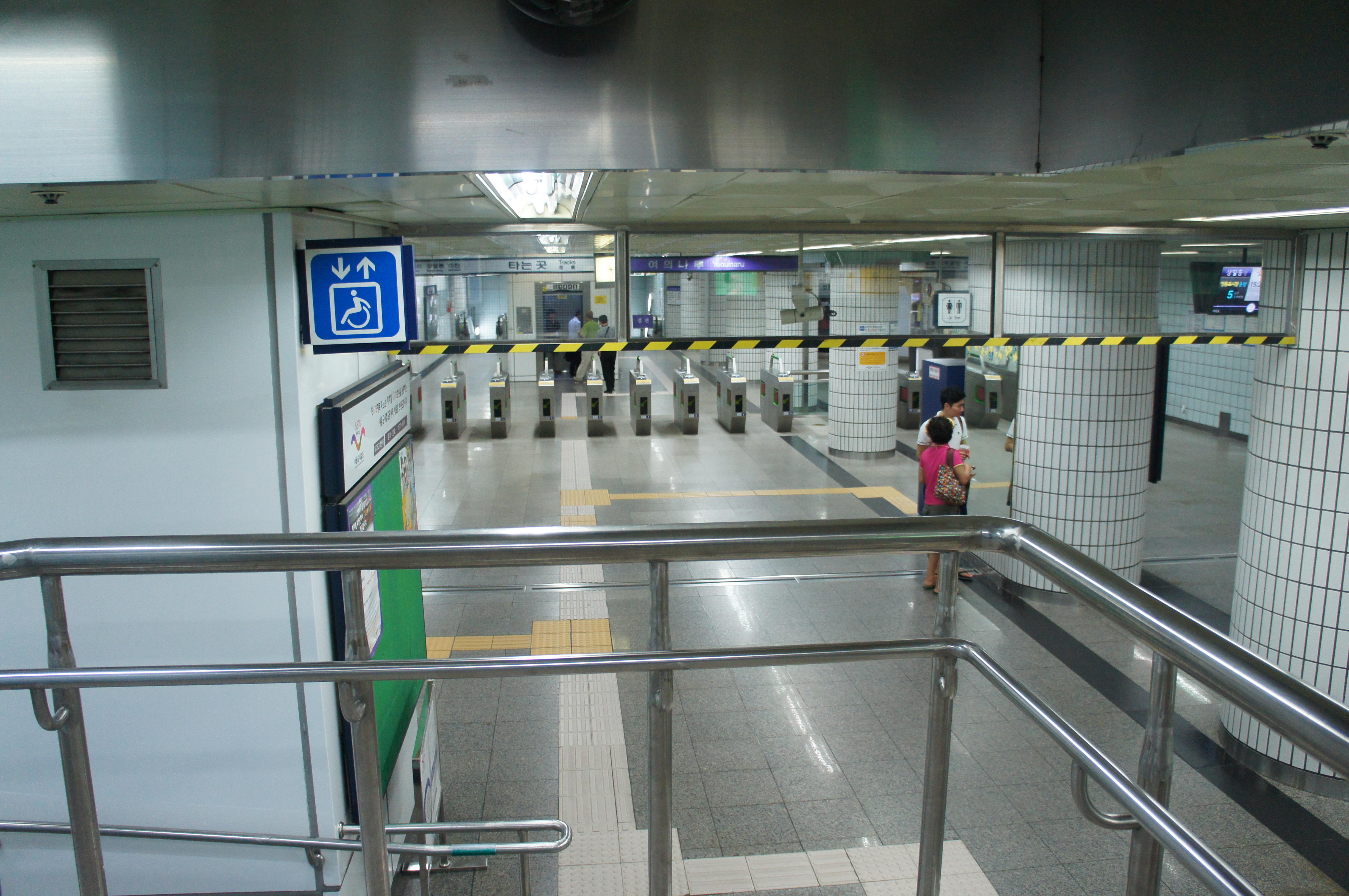
改札口

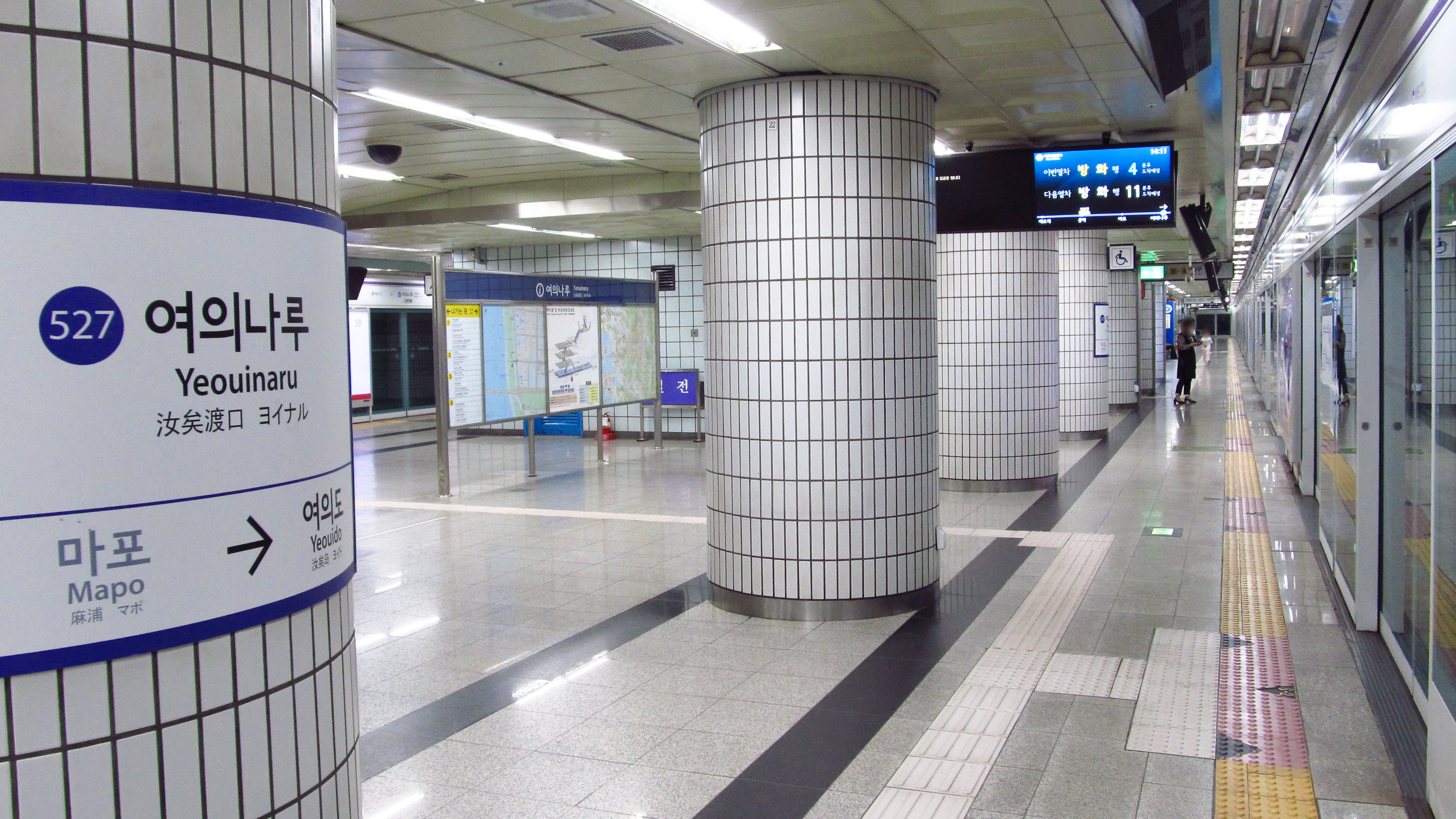
ホーム

ホームは地下5階に位置し、深さは47mもある。島式ホーム1面2線構造。地下2階の改札口から地下1階までの階段に隣接して、斜行エレベーターが設置されている。

### のりば
| 上り | 5号線 | 汝矣島・カチ山・金浦空港・傍花方面 |
| 下り | 5号線 | 孔徳・光化門・上一洞・馬川方面     |

## 利用状況
近年の一日平均利用人員推移は下記のとおり。
| 路線  | 路線     | 2000年 | 2001年 | 2002年 | 2003年 | 2004年 | 2005年 | 2006年 | 2007年 | 2008年 | 2009年 | 出典  |
| ----- | -------- | ------ | ------ | ------ | ------ | ------ | ------ | ------ | ------ | ------ | ------ | ----- |
| 5号線 | 乗車人員 | 12,889 | 13,176 | 13,348 | 13,329 | 13,005 | 11,702 | 11,116 | 11,377 | 11,285 | 10,047 | [ 1 ] |
| 5号線 | 降車人員 | 14,429 | 14,365 | 14,718 | 14,376 | 13,658 | 13,340 | 12,441 | 12,907 | 12,739 | 11,476 | [ 1 ] |
| 5号線 | 乗降人員 | 27,318 | 27,540 | 28,066 | 27,704 | 26,663 | 25,042 | 23,557 | 24,284 | 24,024 | 21,523 | [ 1 ] |
| 路線  | 路線     | 2010年 | 2011年 | 2012年 | 2013年 | 2014年 | 2015年 | 2016年 |        |        |        | [ 1 ] |
| 5号線 | 乗車人員 | 9,768  | 9,654  | 9,823  | 10,089 | 10,463 | 10,290 | 11,575 |        |        |        | [ 1 ] |
| 5号線 | 降車人員 | 10,883 | 10,689 | 10,930 | 11,247 | 11,443 | 11,327 | 12,599 |        |        |        | [ 1 ] |
| 5号線 | 乗降人員 | 20,652 | 20,343 | 20,753 | 21,336 | 21,906 | 21,617 | 24,174 |        |        |        | [ 1 ] |

## 駅周辺
- LGツインタワー（LGグループ各社の本社が入居）
- 漢江市民公園（朝鮮語版）
- 汝矣島純福音教会
- 漢江遊覧船船着場
- 63ビル（旧称: 大韓生命63ビル）
- 麻浦大橋
- 汝矣島中学校（朝鮮語版）
- 汝矣島高等学校（朝鮮語版）
- 国会議事堂
- The Hyundai Seoul（デパート）
- コンラッド・ソウル

## 隣の駅
ソウル交通公社
 5号線
汝矣島駅 (526) - 汝矣ナル駅 (527) - 麻浦駅 (528)